# Гигафабрика 5 (Гига Техас)
Гигафабрика Техас (также Гигафабрика 5 или Гига Техас) — завод по производству автомобилей недалеко от Остина, штат Техас, который Tesla, Inc. строит с июля 2020 года. Завод начал производство автомобилей в апреле 2022 года.
Планируется, что завод станет основным заводом для моделей Tesla Cybertruck и Tesla Semi. Он также будет производить автомобили Tesla Model 3 и Tesla Model Y для восточной части США.

## Процесс выбора месторасположения завода
В течение 2019—2020 годов Tesla рассматривала возможность размещения фабрики в восьми штатах в центральной части США.
Общественные группы и правительственные чиновники в нескольких регионах США выразили заинтересованность в размещении Гигафабрики Tesla. Некоторые выражают заинтересованность в содействии закупке земли, преодолении нормативных препятствий и рассмотрении потенциальных налоговых льгот. Некоторые использовали маркетинг в социальных сетях, чтобы напрямую связаться с Илоном Маском.
К маю 2020 года компания Tesla начала процесс «отбора». В шорт-лист вошли Остин, Нэшвилл (Теннесси) и Талса (Оклахома). К середине мая Tesla осмотрела два места в окрестностях Талсы. Кампанию по постройке завода в Талсе продвигал мэр Талсы Г. Т. Байнум. В мае 2020 года Байнум обсудил пригодность «Зеленой страны» (Северо-Восточная Оклахома) и распространил фотомонтаж Cybertruck в ливрее полицейского управления Талсы с предложением о местных закупках, если Гигафабрика будет расположена недалеко от Талсы. 20 мая 2020 года к статуе Золотого бурильщика, расположенной в выставочном центре Талсы, была применена реклама с оберткой, чтобы создать карикатуру на Илона Маска, со словом «Талса» на пряжке ремня статуи, заменённым именем «Тесла».
В июле 2020 года Tesla выбрала Остин в качестве строительной площадки.

## Остин
В 2014 году Tesla оценила производственную площадку площадью 1500 акров (600 га; 2 кв. мили; 6 км²) на американском шоссе 79 в Frame Switch (30°32′ с. ш. 97°30′ з. д.), расположенную между городами Хатто и Тейлором, к северо-востоку от Большого Остин как центр своего следующего завода. Впоследствии Tesla решила построить Гига Невада (Гигафабрика 1) в Неваде в 2014 году.
К июню 2020 года рассматривался вопрос о выборе другого места для постройки фабрики недалеко от Остина. Это участок площадью 2100 акров (850 га; 3,3 кв. миль; 8,5 км²)(30°14′ с. ш. 97°36′ з. д.) граничащий с Гарольд Грин Роуд и Texas State Highway 130. 16 июня 2020 года комиссарский суд округа Трэвис обсудил возможный пакет стимулов для Tesla. В июле 2020 года Независимый школьный округ Дель Валле утвердил пакет налоговых льгот на сумму 68 миллионов долларов на случай строительства Гигафабрики.
22 июля 2020 года во время отчета о прибылях и убытках за 2 квартал 2020 года Tesla объявила, что Остин, Техас, был выбран для постройки Гигафабрики 5.
К концу июля строительство началось. Tesla Gigafactory получила налоговые льготы штата на сумму около 50 миллионов долларов в рамках программы главы 313 налогового кодекса Техаса.

### Оборудование

#### Литье под давлением

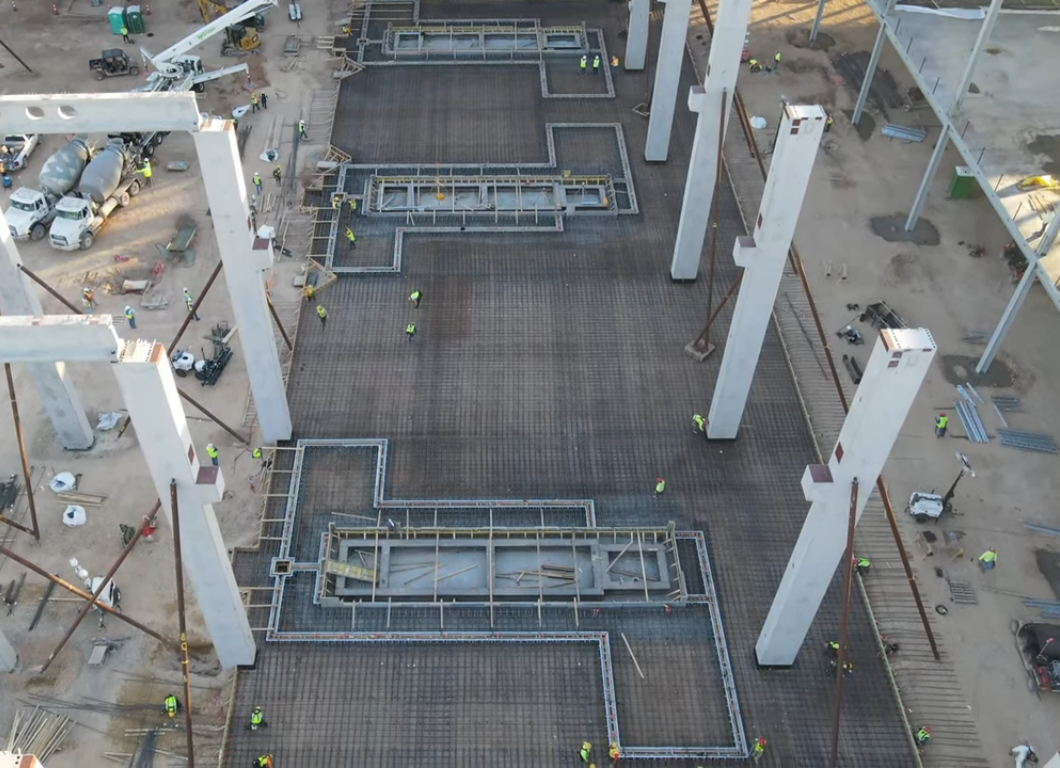
Строители готовят три фундамента с помощью Giga Press на заводе Гига Техас в январе 2021 года.

В ночь с 18 на 19 января 2021 года на северо-западном углу завода Гига Техас был заложен бетонный фундамент для трёх машин для литья под высоким давленем Giga Press.
21 января 2021 года первые компоненты Giga Press начали прибывать на площадку в ящиках и транспортных контейнерах. 22 января 2021 года базовая рама первого пресса Giga Press была распакована и установлена на место.